# Loá

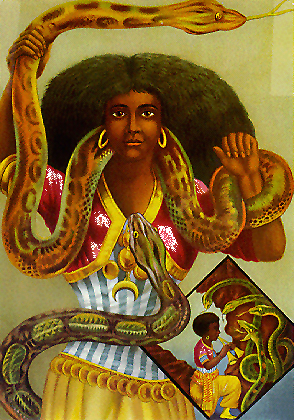
Impresso em Hamburgo na década de 1880, este cartaz de um encantador de serpentes deu origem à imagem comum do loá Mami Uata

Loá  (Lwa ou L'wha) são os espíritos da religião vodu praticada no Haiti, Palo Monte e Palo Mayombe de Cuba e Vodu da Luisiana.
São também referidos como "os mistérios" e "os invisíveis" e são intermediários entre Bondye (Francês: Bon Dieu, que significa "bom Deus"), o Supremo Criador, que está distante do mundo e da humanidade. Ao contrário de santos ou anjos, no entanto, não são simplesmente objeto de orações, são também servidos. Cada um deles é um ser distinto, com seus próprios gostos e desgostos, ritmos sagrados, canções, danças, símbolos e modos especiais de serviço. Ao contrário da crença popular, os loás não são divindades em si e por si mesmos, mas sim intermediários e dependentes de um Bondye distante.